# Virola flexuosa
Virola flexuosa är en tvåhjärtbladig växtart som beskrevs av A. C. Smith. Virola flexuosa ingår i släktet Virola och familjen Myristicaceae. Inga underarter finns listade i Catalogue of Life.